# Wunderkind (Unternehmen)

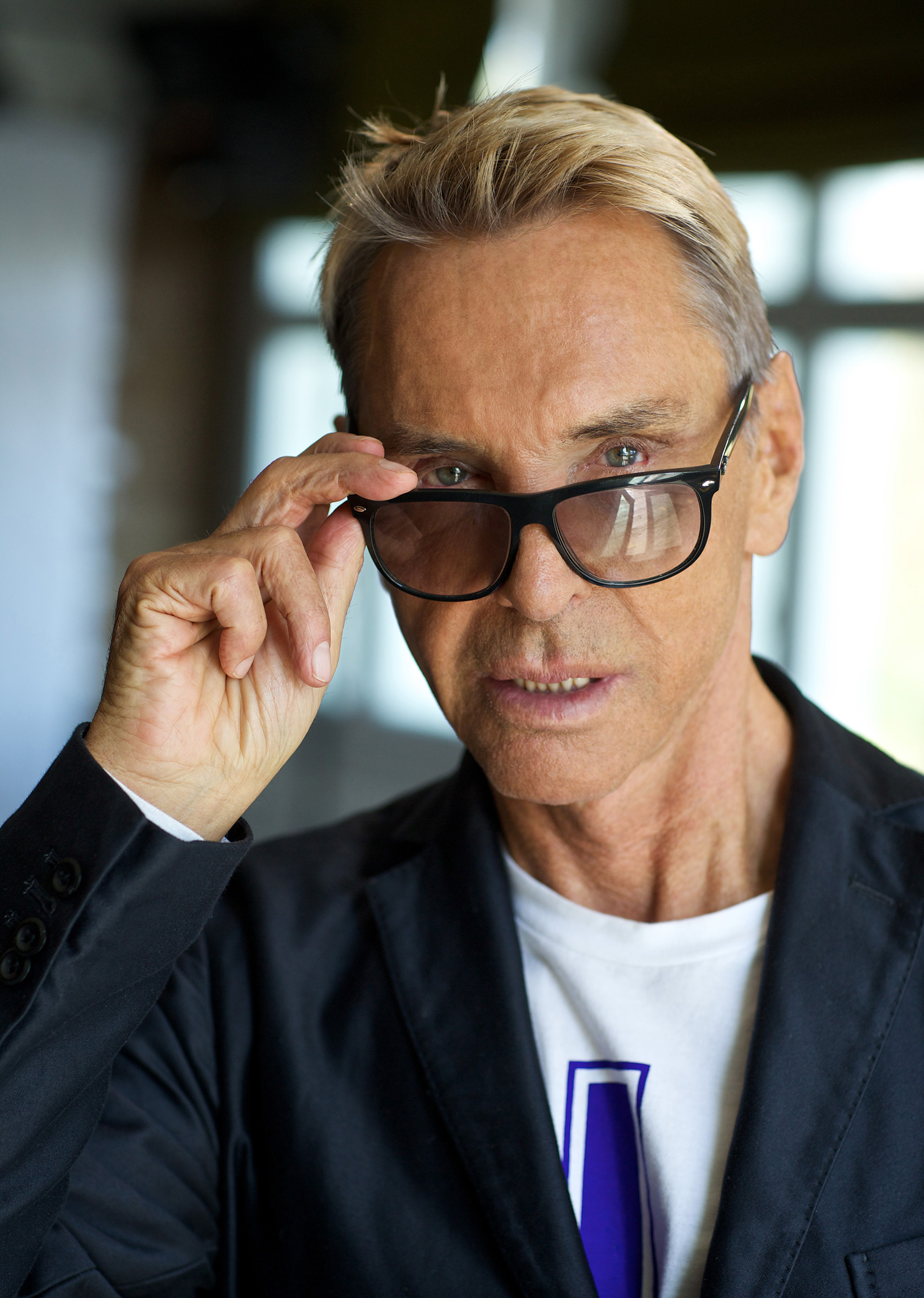
Wunderkind-Designer Wolfgang Joop (2015)

Die Wunderkind GmbH & Co. KG war eine deutsche Modemarke. Sie wurde gemeinsam von Designer Wolfgang Joop und Edwin Lemberg 2003 in Potsdam gegründet. Firmensitz war bis Ende 2015 die Villa Rumpf in Potsdam. Anfang 2016 wechselte das Unternehmen den Standort und zog nach Berlin in das zum Geschäftshaus umgewandelte Hotel Bogota.

## Geschichte
2003 gründete Wolfgang Joop zusammen mit seinem Partner Edwin Lemberg die Wunderkind GmbH & Co. KG mit Sitz in Potsdam. Das Modelabel hatte mit der im September 2004 unter dem Namen Wunderkind Couture in New York vorgestellten hochpreisigen Damenmode-Kollektion sein internationales Debüt. Ab der Frühjahr-/Sommer-Kollektion 2007 wurde Wunderkind bei den Pariser Modenschauen präsentiert. 2007 beteiligten sich die Wella-Erben Gisa und Hans-Joachim Sander an dem Unternehmen und erhöhten ihren Anteil nach Lembergs Ausscheiden 2010 um dessen Anteil von 15 % auf insgesamt 65 %, wofür eine Investition von 27 Mio. Euro genannt wurde. Die übrigen 35 % verblieben bei Joop. 2009 kam für Frühjahr/Sommer 2010 eine ebenso preisintensive Herren-Kollektion zum Wunderkind-Portfolio hinzu, die allerdings nie in einer Modenschau präsentiert wurde. Es bestand auch eine Wunderkind-Hautpflegeserie. Ende 2010 wurde die etwas preisgünstigere Damen-Zweitlinie 24h lanciert. Daraufhin wurden auch die hohen Preise der Hauptkollektion gemäßigt und der Kollektionsumfang reduziert. Nachdem ab 2004 ein Konzept-Ladengeschäft in Berlin eröffnet worden war, existierten infolge drei Wunderkind-Boutiquen in Deutschland (Berlin 2006–2011, Berlin Vintage 2008-heute, Kampen (Sylt) 2008-heute) und eine in London (2008–2011). 2013 eröffnete Joop "Wunderkind"-Boutiquen in Potsdam und München.
Anfang Februar 2011 kündigte das Ehepaar Sander den Verkauf seiner Anteile an den deutschen Finanzinvestor Clemens Vedder an. Joop selbst besaß allerdings das Vorkaufsrecht. Im März 2011 wurde berichtet, dass das Unternehmen sich in einer Krise befinde, noch nicht profitabel sei und die Gesellschafter der Firma keine weiteren Mittel zur Verfügung stellen wollten. Joop hatte sich seit 2010 ausschließlich auf das kreative Geschäft konzentriert und das Management von Wunderkind dem Berliner Rechtsanwalt Markus Hennig überlassen. Zwei Boutiquen in Berlin und London wurden geschlossen. Seit dem 25. März 2011 ist Wolfgang Joop wieder alleiniger Gesellschafter der Firma Wunderkind. Joop ließ damals verlauten, er befinde sich auf der Suche nach Investoren.
Am 10. Mai 2012 gelang Joop in seiner Potsdamer Villa Rumpf mit der Präsentation der Herbst/Winter-Kollektion 2012/13 von Wunderkind ein von der Presse gefeiertes Comeback. Zwischen Ende 2010 und Anfang 2012 waren in den verbliebenen Wunderkind-Boutiquen in Berlin und Kampen „Zwischenkollektionen“ verkauft worden. Mitte 2012 ließ Joop, alleiniger Gesellschafter der Firma Wunderkind, verlauten, dass er nicht länger auf Investorensuche sei. Seit September 2012 zeigte Wunderkind seine Fashion-Kollektionen wieder im Rahmen der Pariser Fashion-Week. Ende 2019 wurde beim Amtsgericht Charlottenburg für die Wunderkind GmbH Co. KG wegen Zahlungsunfähigkeit und Überschuldung das Insolvenzverfahren eröffnet.